# Liste der Biografien/Foh
Liste der Biografien |
Portal Biografien |
Personensuche
# |
A |
B |
C |
D |
E |
F |
G |
H |
I |
J |
K |
L |
M |
N |
O |
P |
Q |
R |
S |
T |
U |
V |
W |
X |
Y |
Z |
?
 
Fa |
Fe |
Ff |
Fh |
Fi |
Fj |
Fk |
Fl |
Fm |
Fn |
Fo |
Fr |
Ft |
Fu |
Fy
 
Foa |
Fob |
Foc |
Fod |
Foe |
Fof |
Fog |
Foh |
Foi |
Foj |
Fok |
Fol |
Fom |
Fon |
Foo |
Fop |
For |
Fos |
Fot |
Fou |
Fov |
Fow |
Fox |
Foy |
Foz
Die Liste der Biografien führt alle Personen auf, die in der deutschsprachigen Wikipedia einen Artikel haben. Dieses ist eine Teilliste mit 42 Einträgen von Personen, deren Namen mit den Buchstaben „Foh“ beginnt.

## Foh
- Foh, Victor Bockarie (* 1946), sierra-leonischer Politiker

### Fohl
- Föhl, Carl (1901–1973), deutscher Volkswirt
- Föhl, Helga (1935–2022), deutsche Bildhauerin und Zeichnerin
- Fohl, Johann (* 1982), deutscher Schauspieler und Synchronsprecher
- Föhl, Thomas (* 1954), deutscher Kunsthistoriker und Sachbuchautor
- Fohler, Sabine (* 1963), deutsche Politikerin (SPD), MdL
- Föhlisch, Johann Gottlob Erdmann (1778–1862), deutscher Pädagoge

### Fohm
- Fohmann, Vincenz (1794–1837), deutscher Arzt und Anatom

### Fohn
- Fohn, Annika (* 1987), deutsche Politikerin (CDU), MdL
- Fohn, Emanuel (1881–1966), österreichischer Maler, Restaurator und Kunstsammler
- Föhn, Peter (* 1952), Schweizer Unternehmer und Politiker (SVP)
- Fohnsdorf, Adalbert von († 1322), Bischof von Chiemsee

### Fohr
- Föhr, Alexander (* 1980), deutscher Politiker (CDU)
- Föhr, Andreas (* 1958), deutscher Drehbuchautor und SchriftstellerAndreas Föhr (* 1958)

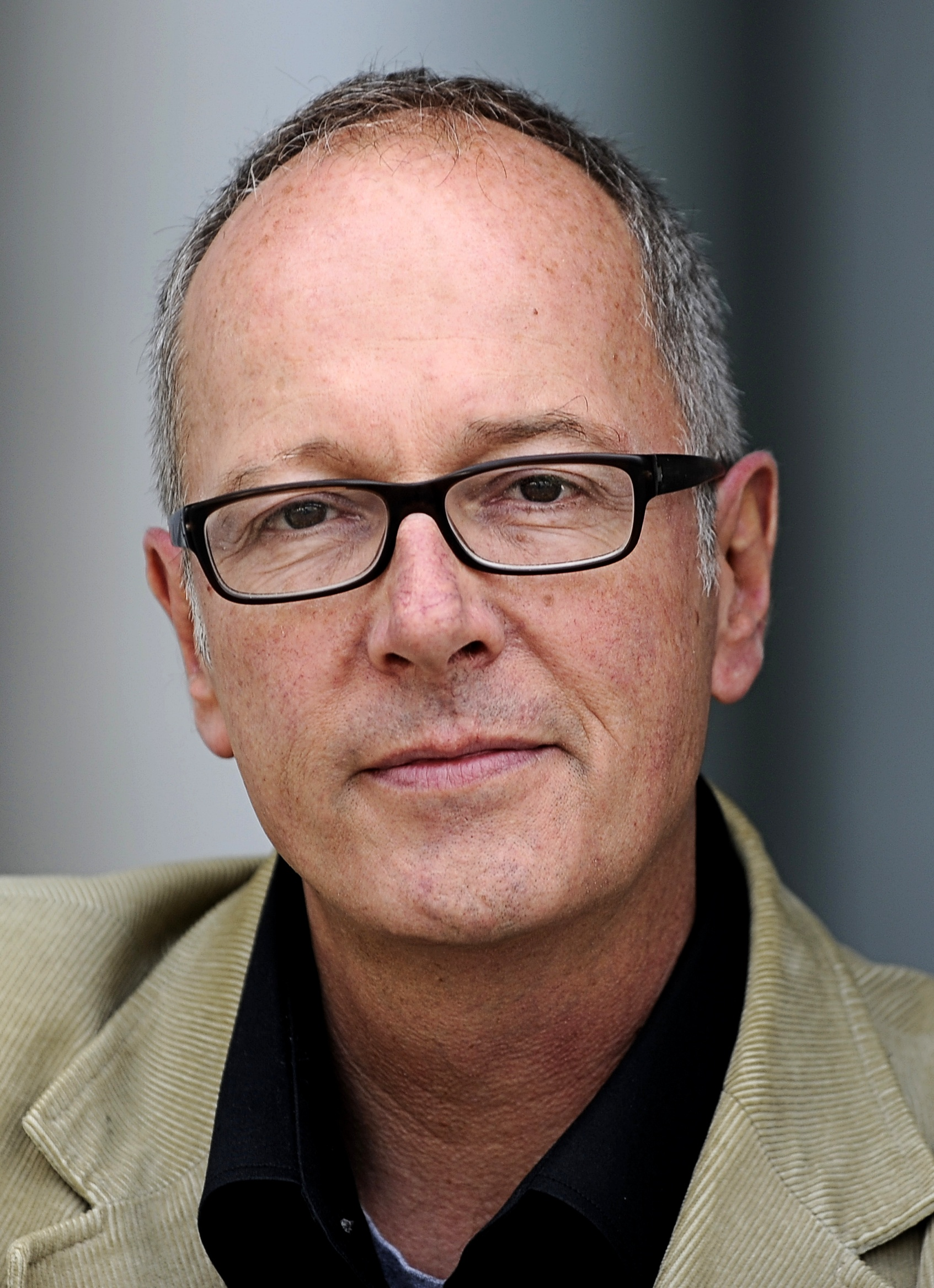
Andreas Föhr (* 1958)

- Fohr, Daniel (1801–1862), deutscher Maler
- Föhr, Ernst (1892–1976), deutscher katholischer Geistlicher und Politiker (Zentrum), MdR
- Föhr, Horst (* 1944), deutscher Manager
- Föhr, Joonas (* 1994), finnischer Unihockeyspieler
- Fohr, Karl Philipp (1795–1818), deutscher Maler
- Fohr, Myron (1912–1994), US-amerikanischer Rennfahrer
- Föhr, Tero (* 1980), finnischer Orientierungsläufer
- Fohrbeck, Karla (* 1942), deutsche Kulturwissenschaftlerin, Kulturpublizistin und Kulturpolitikerin
- Föhrenbach, Adolf (1845–1928), deutscher Jurist und badischer Beamter
- Föhrenbach, Claus-Dieter (* 1955), deutscher Leichtathlet
- Fohrenbach, Jean Claude (1925–2009), französischer Jazzmusiker (Saxophon, Komposition)
- Föhrenbach, Jonas (* 1996), deutscher Fußballspieler
- Föhrenbach, Maria (1883–1961), Ordensgründerin
- Föhrenbach, Mathias (1766–1841), badischer Jurist und Politiker
- Föhrenbach, Max (1843–1913), Geheimer Oberregierungsrat; Mitglied des Innenministeriums; Landeskommissär
- Föhrenbach, Max (1872–1942), deutscher General der Artillerie im Zweiten Weltkrieg
- Fohrer, Georg (1915–2002), deutscher evangelischer Alttestamentler
- Fohrer, Werner (1947–2025), deutscher Maler
- Föhring, Heinrich († 1907), deutscher Jurist und Politiker, MdHB
- Fohringer, Josef (1883–1952), österreichischer Politiker (SDAP), Landtagsabgeordneter, Abgeordneter zum Nationalrat
- Fohringer, Josef (1899–1941), österreichischer Widerstandskämpfer gegen den Nationalsozialismus
- Fohrler, Dani (* 1967), Schweizer Fernseh- und RadiomoderatorDani Fohrler (* 1967)

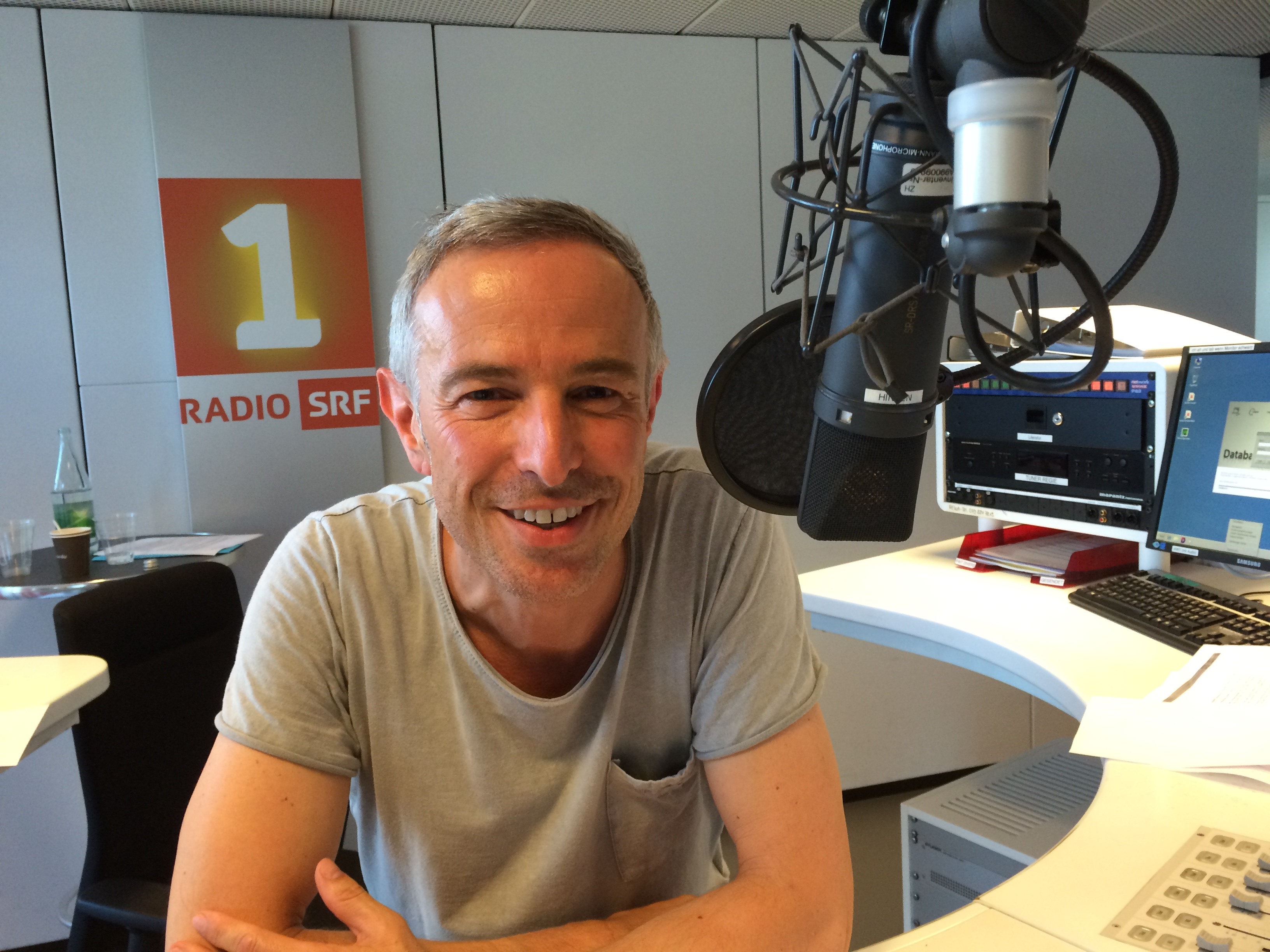
Dani Fohrler (* 1967)

- Fohrler, Tobias (* 1997), deutsch-schweizerischer Eishockeyspieler
- Fohrmann, Jürgen (* 1953), deutscher Literaturwissenschaftler
- Föhrweißer, Guido (* 1960), deutscher Schauspieler

### Fohs
- Föhse, Anna Luise (1677–1745), Fürstin von Anhalt-Dessau
- Föhse, Ulrich (1944–2012), deutscher Historiker, Schulleiter und Stadtverordneter

### Foht
- Foht, Udo, deutscher Fernseh-Unterhaltungschef